# Leontij Benois
Leontij Nikołajewicz Benois, ros. Леонтий Николаевич Бенуа (ur. 30 lipca?/11 sierpnia 1856 w Peterhofie, zm. 8 lutego 1928 w Leningradzie) – rosyjski architekt, syn architekta Mikołaja Benois, brat malarza Aleksandra Benois i dziadek aktora Sir Petera Ustinova.

## Życiorys
Benois tworzył w stylu eklektycznym, wykorzystując w swoich projektach cerkwiach styl rosyjskiego odrodzenia narodowego, a w budynkach komercyjnych rosyjską wersję Art Nouveau. Preferował prostotę zamiast dużej liczby detali.
Oprócz bycia architektem Benois nauczał w różnych szkołach, był profesorem i rektorem Imperialnej Akademii Sztuk Pięknych (1903–1906, 1911–1917) w Petersburgu i wydawcą magazynu o architekturze „Zodczij”.
Interesował się również planowaniem miast. W 1911 wraz z Jenakiewem i Pieretjatkowiczem przygotował projekt transformacji Petersburga zwracając uwagę na konieczność kontrolowania założeń urbanistycznych i rozwoju infrastruktury i usług miejskich.
Od jego nazwiska pochodzi nazwa obrazu Leonarda Madonna Benois, który odziedziczył po swoim teściu i przekazał do Ermitażu.

## Projekty (m.in.)
- Kościół rzymskokatolicki Matki Boskiej z Lourdes w Petersburgu
- Mauzoleum książąt rosyjskich w Twierdzy Pietropawłowskiej w Petersburgu
- Sobór św. Aleksandra Newskiego w Warszawie (1894–1912) (nieistniejący)
- Budynek Banku Polskiego w Warszawie
- Cerkiew św. Marii Magdaleny w Darmstadzie w Niemczech (1898–1906)
- Katedra polskokatolicka Świętego Ducha w Warszawie, pierwotnie cerkiew wojskowa św. Martyniana (1907)
- Cerkiew Wszystkich Świętych w Bad Homburg vor der Höhe w Niemczech
- Instytut Ginekologii w Sankt Petersburgu (1897–1906)
- Dom Pierwszego Rosyjskiego Towarzystwa Ubezpieczeniowego w Petersburgu, tzw. dom Benois (1911–1914)[1]
- Siedziba Pierwszego Rosyjskiego Towarzystwa Ubezpieczeniowego w Moskwie (1905–1906)
- Drukarnia Państwowa (1908–1910)
- Gmach wystawowy nad Kanałem Gribojedowa (1913), obecnie Skrzydło Benois Muzeum Rosyjskiego
- przebudowa ogrodu zimowego w Pałacu Maryjskim na salę obrad Rady Państwa (1906-1907)[2]